# (74218) 1998 RW73
(74218) 1998 RW73 – planetoida z pasa głównego asteroid okrążająca Słońce w ciągu 3,86 lat w średniej odległości 2,46 j.a. Odkryta 14 września 1998 roku.